# Stefano IV Colonna di Palestrina
(Benedetto Varchi)
Stefano IV Colonna di Palestrina, ma anche Stefano Sciarra Colonna (di Palestrina) o Stefano Colonna di Sciarra (1490 – Pisa, 8 marzo 1548), è stato un nobile, militare, condottiero e letterato italiano.
Infeudato del Castello di Stroncone, fu Signore di Palestrina, con l'Algido, San Vittorino, Anticoli Corrado, Roviano, Corcolle, Castelnuovo di Porto e Gallicano nel Lazio.
Abile e leale condottiero, oltre agl'importanti assedi e battaglie a cui prese parte, si distinse per la difesa di Papa Clemente VII durante il Sacco di Roma nel 1527. Tuttavia, dopo il 1544 (circa), si aprì un periodo della vita del Colonna non tanto dedicato agli affanni della guerra, quanto volto alla meditazione e ai piaceri della letteratura: onorò e protesse i letterati, divenne consigliere dell'Accademia Fiorentina (dapprima Accademia degli Umidi, fondata il primo novembre 1540 da Giovanni Mazzuoli (poeta) e da Bernardo Antonio de' Medici, assunse il nome di Accademia Fiorentina il 14 dello stesso mese), e si dilettò di comporre versi.

## Biografia

### Giovinezza
Del ramo di Palestrina, nacque da Francesco di Stefano e da Orsina Orsini probabilmente nell'ultimo decennio del XV sec.

### Carriera militare e il Sacco di Roma del 1527
Sull'esempio del consorte Prospero Colonna (condottiero) intraprese la carriera militare, abbracciando, secondo l'orientamento della maggior parte dei consorti, la causa imperiale. Con Prospero era nel 1522 alla difesa di Milano, minacciata da una spedizione francese, e quando il 27 aprile le forze imperiali e milanesi combatterono contro Odet de Foix nella battaglia della Bicocca, il C. partecipò allo scontro al comando di un reggimento. Sempre nel 1522, Stefano Colonna era con l'esercito alleato a Genova, che fu allora sottratta ai Francesi; qui probabilmente prese parte al sacco cui la sventurata città fu sottoposta. Dopo la morte di Prospero il C. rimase alla difesa di Milano, minacciata da un'altra spedizione francese al comando dell'ammiraglio Guillaume Gouffier de Bonnivet . Restò alle dipendenze dell'imperatore e del duca di Milano almeno fino alla primavera del 1524. In seguito fu convinto da Clemente VII ad abbandonare il campo imperiale e a mettersi al servizio della Chiesa.

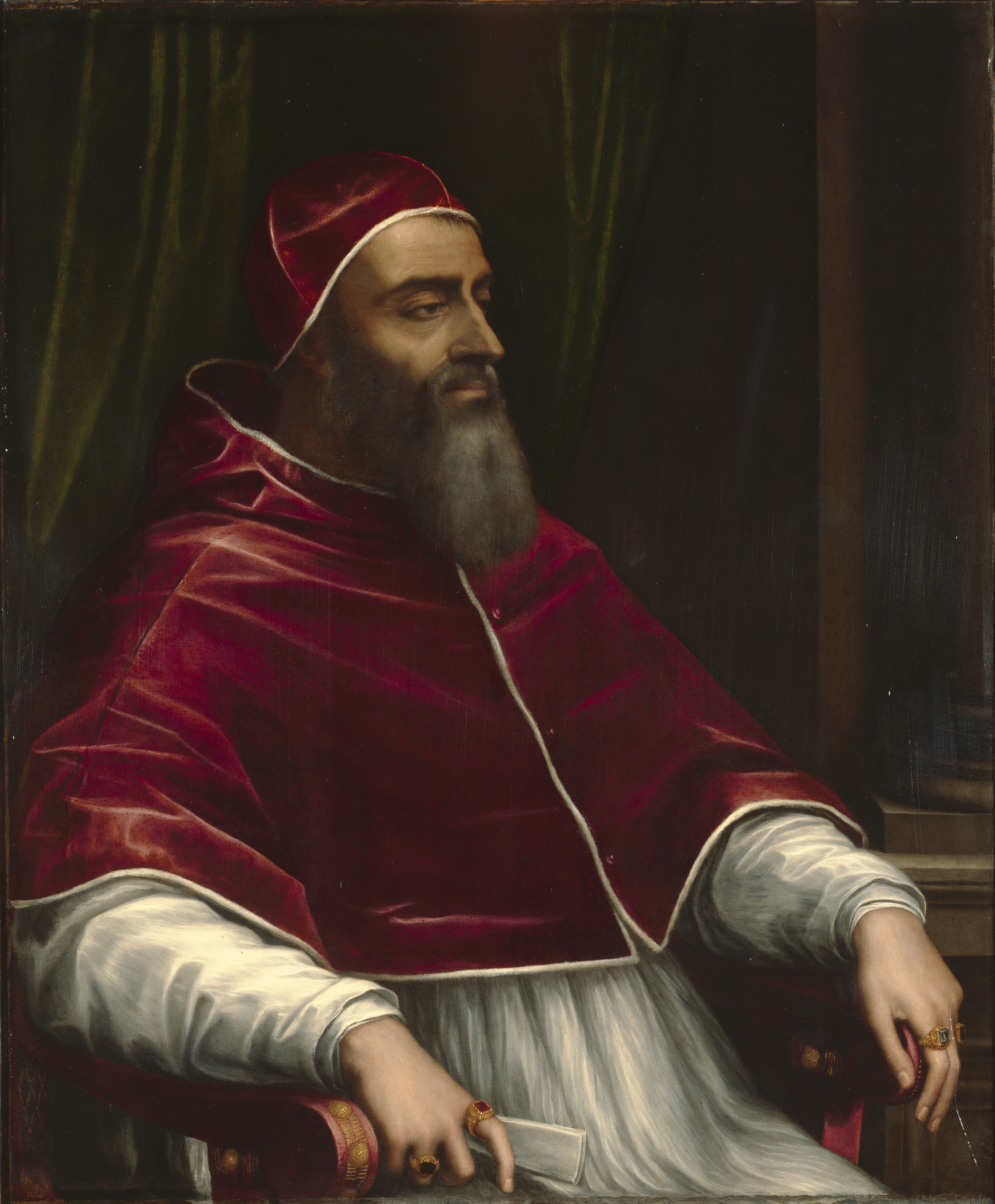
Papa Clemente VII, di Sebastiano del Piombo

 Così quando nell'autunno del 1525 la maggior parte dei consorti, il cui capo era allora il cardinale Pompeo Colonna, abbandonò l'Urbe, egli rimase al fianco del pontefice, la cui politica diveniva sempre più apertamente antimperiale. Allorché i Colonna il mattino del 20 sett. 1526 penetrarono in Roma come ribelli, il C. al comando di cinquanta fanti fece fronte agli invasori attestandosi a porta S. Spirito. Fu però preso in breve fra due fuochi, poiché gli assalitori erano riusciti a scalare il colle omonimo vicino alla porta, bersagliando dall'alto i difensori. Al C. non rimase allora che ritirarsi, con l'intento di riunirsi agli Svizzeri, che egli credeva fossero in piazza S. Pietro e che invece avevano seguito il papa in Castel Sant'Angelo. Le forze del C. allora si dispersero, lasciando il campo ai nemici, che inflissero al Borgo e al Vaticano stesso un'anticipazione del ben più tremendo sacco cui sarebbe stata sottoposta la città l'anno successivo. Quando dal novembre dello stesso anno il papa ordinò le rappresaglie contro i Colonna, il C. partecipò alle operazioni contro i castelli dei parenti nella Campagna romana.
Cominciata intanto l'avanzata minacciosa di Carlo di Lannoy dal Sud, il C. fu inviato a fronteggiare l'esercito imperiale. Nel gennaio del 1527 mosse, sotto il comando di Renzo da Ceri, in difesa di Frosinone, che sosteneva con difficoltà la pressione nemica. Al termine di una tregua di otto giorni, il 4 febbraio le forze pontificie sferrarono un fortunato contrattacco, durante il quale il C. comandò le truppe svizzere schierate all'avanguardia, che ebbero un notevole peso nello svolgimento della battaglia.

Prima che i lanzichenecchi travolgessero ogni resistenza e che Roma divenisse preda del sacco (6 maggio 1527), il C. difese il Vaticano e trattenne gli assalitori mentre il pontefice si rifugiava in Castel' Sant'Angelo. Successivamente il C. riuscì a fuggire dall'Urbe e si recò presso il duca di Urbino, dal quale implorò invano aiuti militari per recare soccorso al papa. 

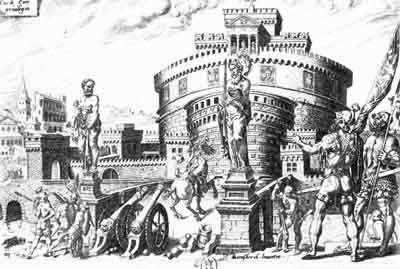
Il Sacco di Roma del 1527

Quando la spedizione di Odet de Foix iniziò la sua marcia verso il Sud dirigendosi contro il Regno, il C. andò a incontrare il comandante francese a Bologna e divenne uno dei gentiluomini del suo seguito. Prima della fine del 1528 passò alle dirette dipendenze del re di Francia con una condotta di duemila fanti e di duecento cavalli leggeri. Nel 1529 era in Lombardia sotto il comando del conte di Saint-Pol. Il 21 giugno partecipò alla battaglia svoltasi nei pressi dì Mandriano, durante la quale Antonio de Leyva inflisse ai Francesi una dura sconfitta. Il C., caduto con il cavallo in un fosso, fu fatto prigioniero. Liberato probabilmente dopo la pace di Cambrai ottenne dal sovrano francese di passare al servizio della Repubblica fiorentina. Si portò quindi alla difesa della città, il cui comando generale fu tenuto prima da Mario Orsini e poi da Malatesta IV Baglioni; il C. aveva il governo della milizia.
L'11 dic. 1529, a dispetto dell'eccessiva circospezione, che gli venne rimproverata, il C. compì una sortita, la cui buona riuscita suscitò vasta e positiva eco. Essa fu diretta contro una posizione tenuta da un consorte del C., Sciarra Colonna, attestato a S. Margherita a Montici. Il C. dette ordine ai suoi che sui loro indumenti soliti indossassero una camicia bianca, perché potessero distinguersi agevolmente dai nemici. Al comando di più di mille uomini attaccò la postazione e ne ebbe ragione, sbaragliando gli avversari, infliggendo loro una perdita di duecento uomini e riuscendo a ritirarsi senza subire perdite.
In quel periodo il C.. si rese protagonista anche di un altro episodio non egualmente positivo, che gli alienò molte simpatie. Egli accoltellò infatti, facendolo poi finire dalle sue lance spezzate, un capitano dei Fiorentini, Amico da Venafro, che aveva avuto il torto di ignorare un suo ordine.
Il 21 giugno 1530 il C. tentò un'altra, meno fortunata sortita; nel corso di essa ricevette due ferite leggere. Con tre squadre il C. assaltò i Tedeschi alloggiati nel monastero di S. Donato e, anche se la sorpresa non riuscì, egli conquistò la prima e la seconda trincea. A questo punto i suoi uomini iniziarono il saccheggio, mentre invece gli avversari attendevano a riorganizzarsi. Il C. affrontò lo squadrone formato dai nemici e a questo punto gli venne meno l'aiuto che aspettava da Malatesta Baglioni, che invece di sostenerlo si era ritirato, temendo un attacco dell'Orange alla città. I rapporti fra i due comandanti non erano del resto molto buoni, ché anzi il C. aveva aspirato al posto conferito invece al perugino. D'accordo con costui però, quando nell'agosto la situazione di Firenze divenne insostenibile, inviò agli Imperiali due messi. In varie relazioni poi, sempre congiuntamente al Baglioni, il C. illustrò al governo della Repubblica lo stato disastroso in cui versava la città, sconsigliando di continuarne la difesa e invitando i cittadini ad arrendersi.

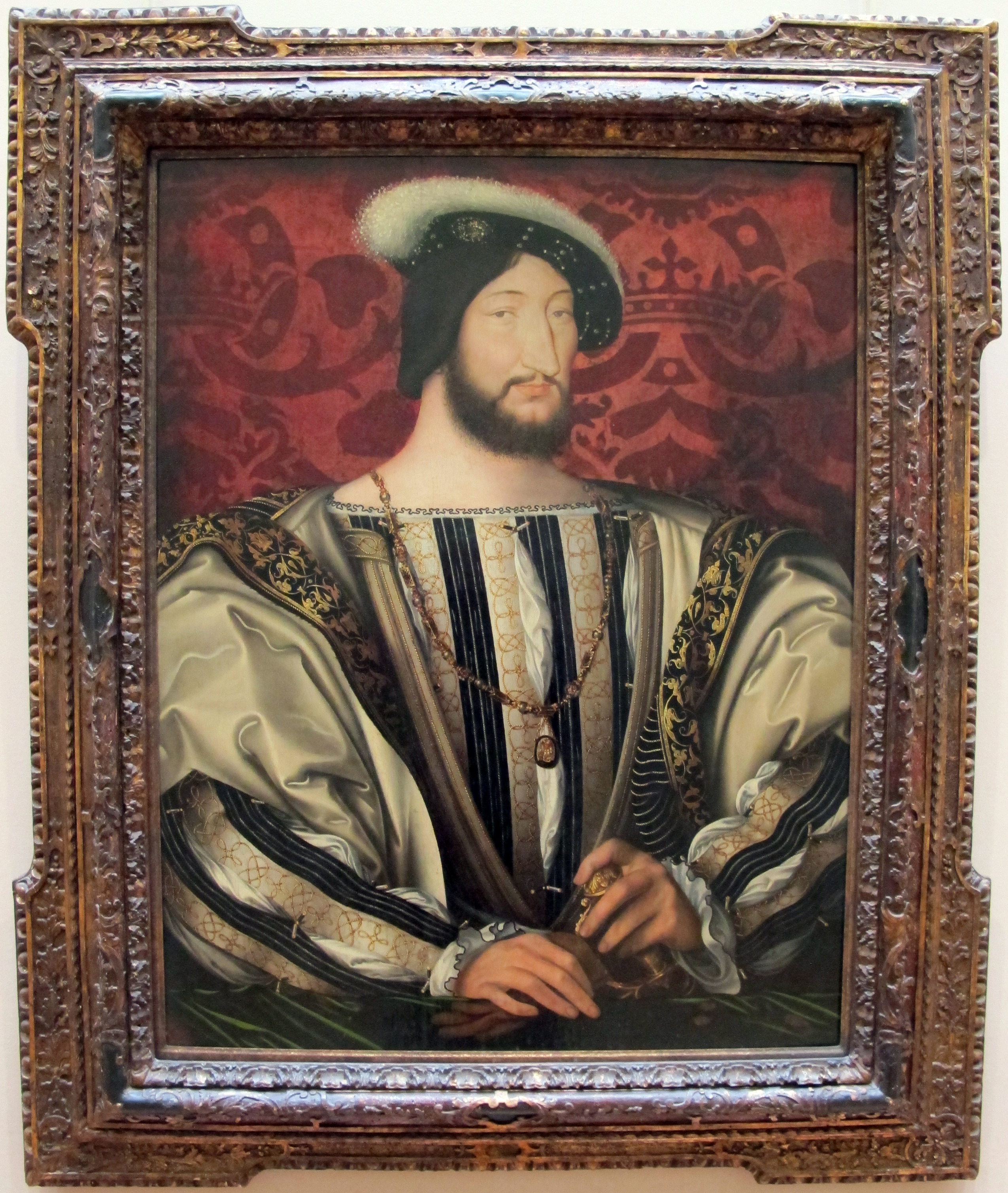
Ritratto di Francesco I di Francia, Jean Clouet

 Nei capitoli di resa del 12 agosto i due capitani furono sciolti dal giuramento prestato alla Repubblica e invitati a rimanere nella città nei quattro mesi, durante i quali dovevano essere espletate tutte le convenzioni stabilite. Il C. però non attese lo scadere dei quattro mesi e, dopo aver protetto dalle rappresaglie dei Medici alcuni cittadini fiorentini, si recò in Francia. Qui Francesco I di Francia lo insignì dell'Ordine di San Michele.
Tornò in Italia con l'esercito francese dopo la morte di Francesco II Sforza (10 nov 1535). Quando i Francesi occuparono il Piemonte il C. fu creato governatore di Torino e attese, pare in modo ammirevole, a fortificare la città. Nel marzo del 1536 il C. era di nuovo in Francia alla corte del sovrano, che gli concesse il comando di cinquanta uomini d'arme. Nell'estate era in Provenza a fronteggiare la spedizione imperiale contro questa regione, ma ad Arles scoppiò un conflitto fra il contingente italiano e gli alleati, che causò più di centocinquanta morti. Il C. si sentì oltraggiato e volle lasciare il campo. Si appellò al re, ma non ne ottenne soddisfazione. Deliberò allora di chiedere licenza e l'ottenne. Tornò a Roma, dopo aver sostato, nell'ottobre, ammalato, a Ginevra.
Prima della fine dell'anno si trattò della sua nomina a capitano delle fanterie di Venezia, ma la proposta fu poi respinta in Senato con ben centotrenta voti contrari contro trentuno favorevoli. L'anno successivo alcuni esuli fiorentini, memori dei suo servizio sotto la Repubblica, si rivolsero a lui, perché si ponesse al loro comando per rovesciare Cosimo I de' Medici, ma egli declinò l'offerta.
Nel 1538 fu assoldato come capitano generale delle fanterie da Paolo III, che lo inviò contro Guidobaldo II Della Rovere, colpevole ai suoi occhi di voler insignorirsi di Camerino, avendo sposato Giulia da Varano, erede del ducato. Composta con un accordo questa controversia, il C. fu richiesto al papa da Venezia, che temeva un attacco turco. Egli giunse nella città lagunare il 18 maggio.

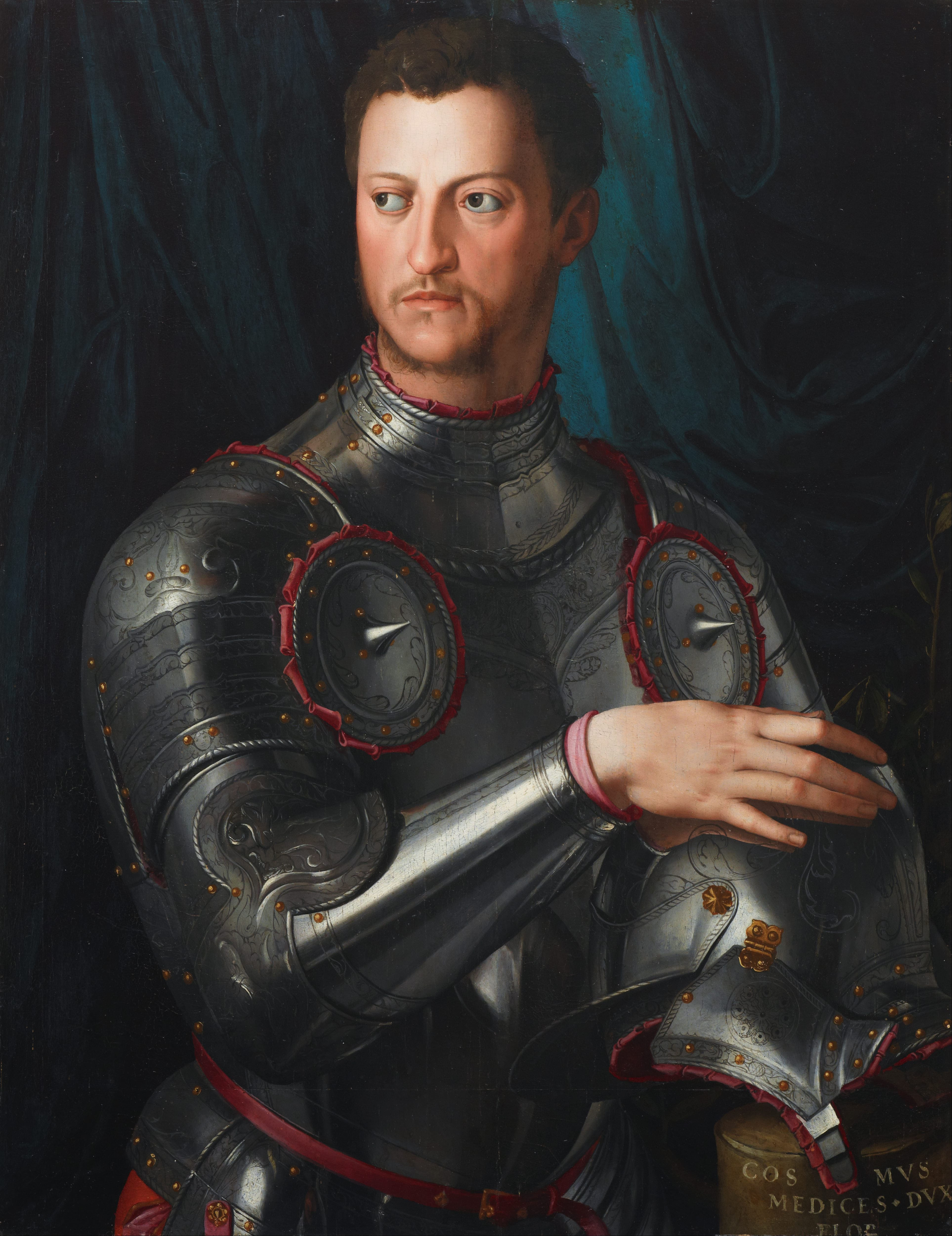
Cosimo I de' Medici in armatura, opera del Bronzino

Nello stesso anno fu definita una lite che aveva visto il C. da lungo tempo in causa con Vittoria Colonna di Pierfrancesco per l'eredità di quest'ultimo, il quale secondo la consuetudine aveva lasciato i suoi beni al C. e al fratello, piuttosto che alla figlia femmina. A Vittoria furono però allora concessi Zagarolo, Colonna, San Cesareo e al C., che da Clemente VII aveva avuto Stroncone, e al fratello Alessandro vennero lasciati San Vittorino, Castelnuovo e Gallicano.
Nel 1541 Cosimo I de' Medici, memore dell'attaccamento dimostrato dal C. a Firenze, lo chiamò nella città come luogotenente generale. Accettando questo incarico il C. volle restituire a Francesco I l'Ordine di S. Michele; infatti i rapporti di Cosimo con l'imperatore erano troppo buoni, perché egli non si sentisse obbligato a rompere definitivamente ogni rapporto con i Francesi. Con licenza del duca egli nel 1543 andò anzi a combattere direttamente alle dipendenze dell'imperatore in Fiandra, ricoprendo la carica di mastro di campo. La sua permanenza lì fu però breve ed egli tornò in Toscana.

### Matrimonio
Aveva sposato Elena Franciotti, erede di Bassanello e Carbognano, da cui ebbe Francesco, primogenito, Mario, Giulio Cesare, Giacomo e Stefano.

### Morte
Il Colonna morì a Pisa l'8 marzo 1548. Cosimo I de' Medici provvide a farlo seppellire con gran pompa, incaricando Benedetto Varchi di scrivere un'orazione funebre in suo onore.

## Ascendenza
|                                                     |    |                             | Genitori                             |  |  | Nonni |  |  | Bisnonni                                                |  |  | Trisnonni                              |  |
|                                                     |    |                             |                                      |  |  |       |  |  | Stefano Colonna, signore di Palestrina (morto nel 1433) |  |  | Niccolò Colonna, signore di Palestrina |  |
|                                                     |    |                             |                                      |  |  |       |  |  | Stefano Colonna, signore di Palestrina (morto nel 1433) |  |  | Niccolò Colonna, signore di Palestrina |  |
|                                                     |    | Giacoma Conti               |                                      |  |  |       |  |  | Stefano Colonna, signore di Palestrina (morto nel 1433) |  |  |                                        |  |
| Stefano Colonna di Sciarra, signore di Palestrina   |    |                             |                                      |  |  |       |  |  | Stefano Colonna, signore di Palestrina (morto nel 1433) |  |  |                                        |  |
|                                                     |    | Sveva Orsini                | Pirro Orsini                         |  |  |       |  |  |                                                         |  |  |                                        |  |
|                                                     |    | Sveva Orsini                | Pirro Orsini                         |  |  |       |  |  |                                                         |  |  |                                        |  |
|                                                     |    | Sveva Orsini                | ??                                   |  |  |       |  |  |                                                         |  |  |                                        |  |
| Francesco Colonna di Sciarra, signore di Palestrina |    | Sveva Orsini                |                                      |  |  |       |  |  |                                                         |  |  |                                        |  |
|                                                     |    | Ranuccio Farnese il Vecchio | Pietro Farnese (signore di Montalto) |  |  |       |  |  |                                                         |  |  |                                        |  |
|                                                     |    | Ranuccio Farnese il Vecchio | Pietro Farnese (signore di Montalto) |  |  |       |  |  |                                                         |  |  |                                        |  |
|                                                     |    | Ranuccio Farnese il Vecchio | Pentesilea Dolci di Corbara          |  |  |       |  |  |                                                         |  |  |                                        |  |
| Eugenia Farnese                                     |    | Ranuccio Farnese il Vecchio |                                      |  |  |       |  |  |                                                         |  |  |                                        |  |
|                                                     |    | Agnese Monaldeschi          | Angelo Monaldeschi                   |  |  |       |  |  |                                                         |  |  |                                        |  |
|                                                     |    | Agnese Monaldeschi          | Angelo Monaldeschi                   |  |  |       |  |  |                                                         |  |  |                                        |  |
|                                                     |    | Agnese Monaldeschi          | ??                                   |  |  |       |  |  |                                                         |  |  |                                        |  |
| Stefano IV Colonna di Palestrina                    |    | Agnese Monaldeschi          |                                      |  |  |       |  |  |                                                         |  |  |                                        |  |
|                                                     | ?? | ??                          |                                      |  |  |       |  |  |                                                         |  |  |                                        |  |
|                                                     | ?? | ??                          |                                      |  |  |       |  |  |                                                         |  |  |                                        |  |
|                                                     | ?? | ??                          |                                      |  |  |       |  |  |                                                         |  |  |                                        |  |
| ??                                                  | ?? |                             |                                      |  |  |       |  |  |                                                         |  |  |                                        |  |
|                                                     |    | ??                          | ??                                   |  |  |       |  |  |                                                         |  |  |                                        |  |
|                                                     |    | ??                          | ??                                   |  |  |       |  |  |                                                         |  |  |                                        |  |
|                                                     |    | ??                          | ??                                   |  |  |       |  |  |                                                         |  |  |                                        |  |
| Orsina Orsini                                       |    | ??                          |                                      |  |  |       |  |  |                                                         |  |  |                                        |  |
|                                                     |    | ??                          | ??                                   |  |  |       |  |  |                                                         |  |  |                                        |  |
|                                                     |    | ??                          | ??                                   |  |  |       |  |  |                                                         |  |  |                                        |  |
|                                                     |    | ??                          | ??                                   |  |  |       |  |  |                                                         |  |  |                                        |  |
| ??                                                  |    | ??                          |                                      |  |  |       |  |  |                                                         |  |  |                                        |  |
|                                                     |    | ??                          | ??                                   |  |  |       |  |  |                                                         |  |  |                                        |  |
|                                                     |    | ??                          | ??                                   |  |  |       |  |  |                                                         |  |  |                                        |  |
|                                                     |    | ??                          | ??                                   |  |  |       |  |  |                                                         |  |  |                                        |  |
|                                                     |    | ??                          |                                      |  |  |       |  |  |                                                         |  |  |                                        |  |

## Discendenza
Stefano IV Colonna di Palestrina ed Elena Franciotti ebbero cinque figli:
- Francesco;
- Mario;
- Giulio Cesare;
- Giacomo;
- Stefano.

## Stefano IV Colonna di Palestrina nella pittura
Un suo ritratto, opera del Bronzino, è ora conservato a Roma nella Galleria nazionale di arte antica. Forse è anche raffigurato in un altro ritratto, nella galleria Colonna, opera di Benedetto e Gabriele Caliari. Il Colonna venne ritratto anche da Giorgio Vasari nella sala di Clemente VII in Palazzo Vecchio a Firenze.